# Lengfeld (Neunburg vorm Wald)

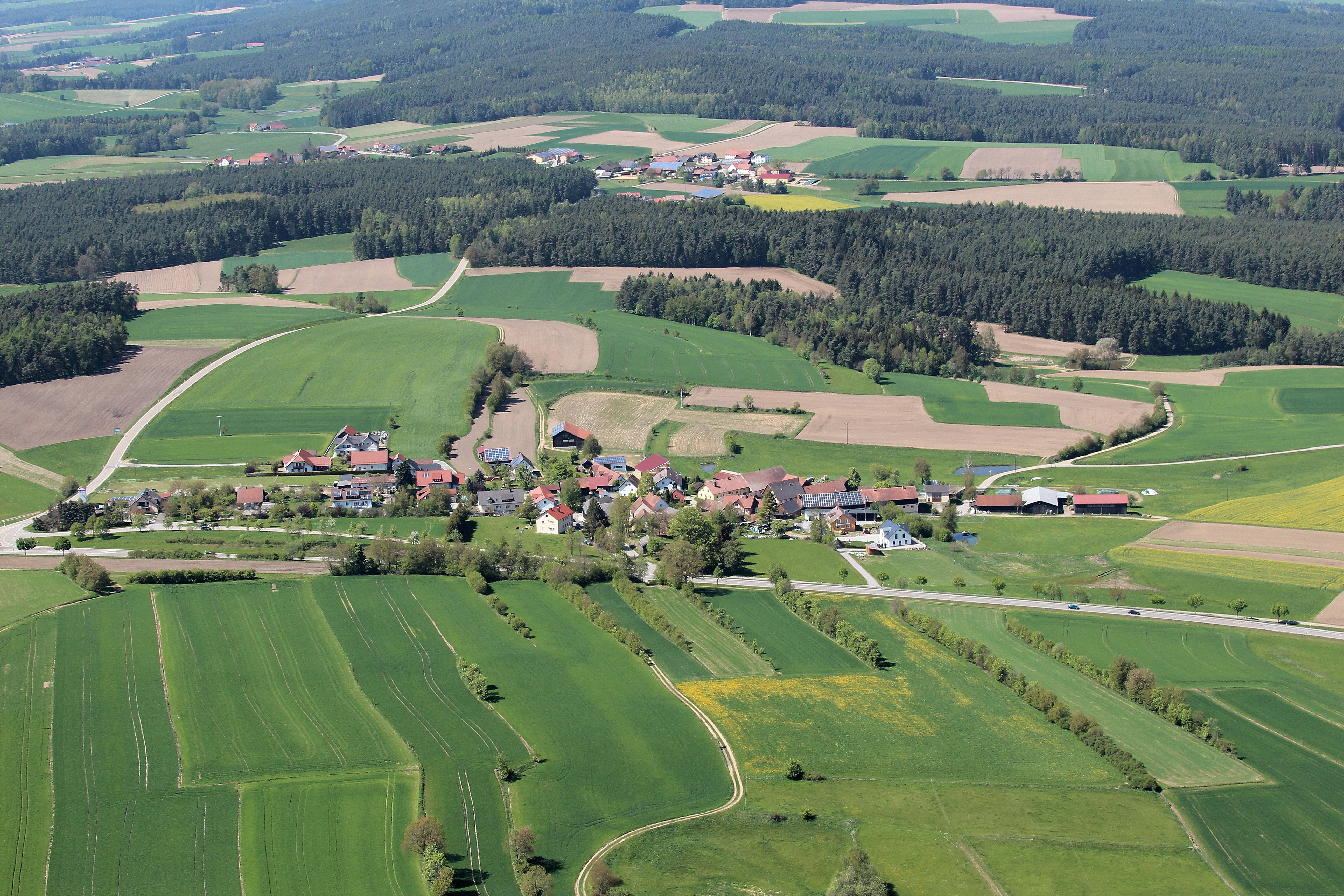
Lengfeld (2017)

Lengfeld ist ein Ortsteil der Stadt Neunburg vorm Wald im Landkreis Schwandorf in Bayern.

## Geographie
Lengfeld liegt circa vier Kilometer westlich von Neunburg vorm Wald an der Kreuzung der Staatsstraße 2151 mit der Kreisstraße SAD 40.

## Geschichte
Lengfeld wurde 1110 unter dem Namen Lenginvelt erstmals urkundlich erwähnt.
Am 23. März 1913 war Lengfeld Teil der Pfarrei Neunburg vorm Wald, bestand aus elf Häusern und zählte 58 Einwohner.
Am 31. Dezember 1990 hatte Lengfeld 78 Einwohner und gehörte zur Pfarrei Neunburg vorm Wald.

## Kultur und Sehenswürdigkeiten
An den Häusern im Dorf finden sich historische Nischenfiguren, die die Heiligen St. Florian und Maria mit Kind darstellen.
An einem Baum an der Straße nach Fuhrn befindet sich ein aus Holz geschnitztes Wegkreuz mit einer gekrönten Mater Dolorosa. Das aus dem 16. Jahrhundert stammende Werk stellt eine zeitgenössische bäuerliche Arbeit dar.